# Список підрозділів окружного секретаріату Східної провінції
Підрозділи окружного секретаріату Східної провінції Шрі-Ланки

## Округ Ампара
- Аддалачченаї (підрозділ окружного секретаріату)
- Аккарайпатту (підрозділ окружного секретаріату)
- Алаядівембу (підрозділ окружного секретаріату)
- Ампара (підрозділ окружного секретаріату)
- Дамана (підрозділ окружного секретаріату)
- Дехіаттакандія (підрозділ окружного секретаріату)
- Ерагама (підрозділ окружного секретаріату)
- Калмунай (тамільський підрозділ окружного секретаріату)
- Калмунай (муслімський підрозділ окружного секретаріату)
- Каратіву (підрозділ окружного секретаріату)
- Лахугала (підрозділ окружного секретаріату)
- Махаоя (підрозділ окружного секретаріату)
- Навітанвелі (підрозділ окружного секретаріату)
- Нінтавур (підрозділ окружного секретаріату)
- Падіяталава (підрозділ окружного секретаріату)
- Потувіл (підрозділ окружного секретаріату)
- Саїнтамарату (підрозділ окружного секретаріату)
- Саммантурай (підрозділ окружного секретаріату)
- Тірукковіл (підрозділ окружного секретаріату)
- Ухана (підрозділ окружного секретаріату)

## Округ Баттікалоа
- Еравур-Патту (підрозділ окружного секретаріату)
- Еравур-Таун (підрозділ окружного секретаріату)
- Каттанкуді (підрозділ окружного секретаріату)
- Коралай-Патту (підрозділ окружного секретаріату)
- Центральний Коралай-Патту (підрозділ окружного секретаріату)
- Північний Коралай-Патту (підрозділ окружного секретаріату)
- Південний Коралай-Патту (підрозділ окружного секретаріату)
- Західний Коралай-Патту (підрозділ окружного секретаріату)
- Північний Манмунай (підрозділ окружного секретаріату)
- Манмунай-Патту (підрозділ окружного секретаріату)
- Південний Манмунай та Ерувіл-Патту (підрозділ окружного секретаріату)
- Південно-Західний Манмунай (підрозділ окружного секретаріату)
- Західний Манмунай (підрозділ окружного секретаріату)
- Поратіву-Патту (підрозділ окружного секретаріату)

## Округ Тринкомалі
- Гомаранкадавала (підрозділ окружного секретаріату)
- Канталай (підрозділ окружного секретаріату)
- Кіннійя (підрозділ окружного секретаріату)
- Куччавелі (підрозділ окружного секретаріату)
- Моравева (підрозділ окружного секретаріату)
- Муттур (підрозділ окружного секретаріату)
- Падаві-Шрі-Пура (підрозділ окружного секретаріату)
- Серувіла (підрозділ окружного секретаріату)
- Тамбалагамува (підрозділ окружного секретаріату)
- Тринкомалі (підрозділ окружного секретаріату)
- Веругал (підрозділ окружного секретаріату)